# Dolmen de Mina de Parxubeira
Le dolmen de Mina de Parxibeira (ou dolmen de Corveira) est un dolmen situé dans la commune de Mazaricos, dans la province de La Corogne, en Galice.
Daté entre le IVe et le IIIe millénaire av. J.-C. il fait partie de la nécropole de Sotorraño-Parxubeira-Portocoiro.

## Description
Ce site mégalithique contient une chambre est polygonale et la dalle qui la recouvrait est manquante, ainsi que les chantas du côté sud. Au total, il conserve treize orthostates, six dans la chambre et sept dans le petit couloir qui est orienté à l'est. Le tumulus avait un diamètre compris entre 19 et 22 m et était constitué d'une coque en pierre.
À l'intérieur, on a trouvé un mobilier archéologique composé de lames de silex, d'une pointe de flèche, de fragments de poterie campaniforme, de quatre stèles anthropomorphes en gneiss granitique et de quelques petites idoles en galet, l'une d'elles avec une décoration basée sur des incisions, appelées bétyles. Les stèles et les bétyles étaient placées verticalement devant le couloir d'entrée, juste en périphérie, mais hors de vue des vivants. Il est possible qu'ils aient été placés pour protéger les morts en tant que matérialisation symbolique de la divinité de la mort. Les artefacts se trouvent au Musée archéologique de La Corogne.
Il a été déclaré Bien d'intérêt culturel en 2011.

## Galerie

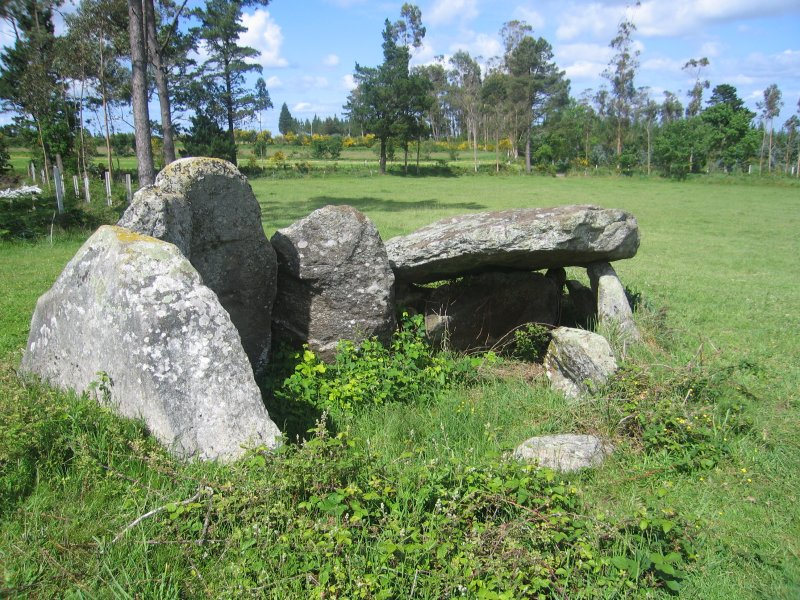
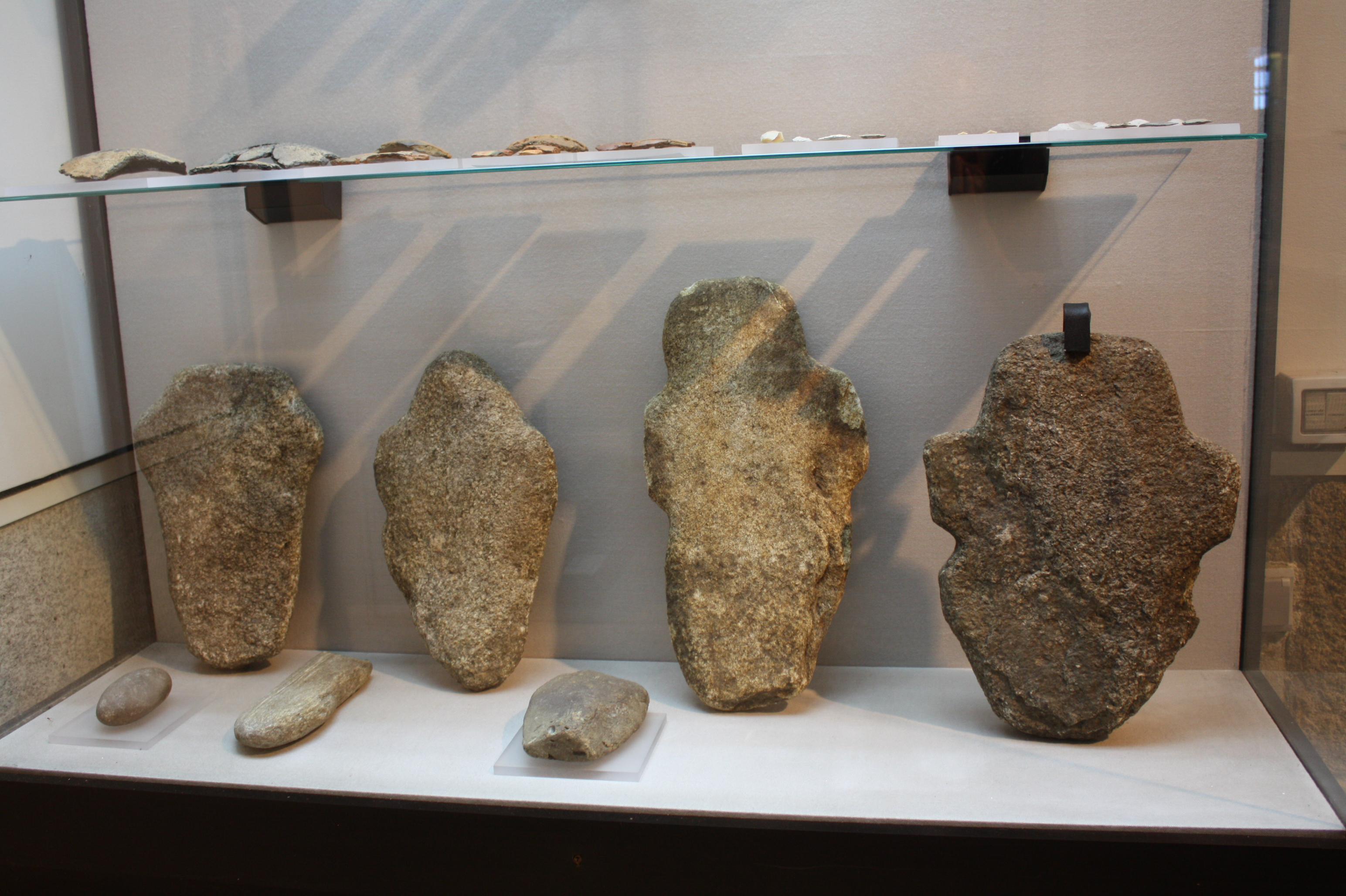

### Liens connexes
- Liste des sites mégalithiques en Galice